# La Llàntia
La Llàntia és un barri del nord-oest de Mataró, al Maresme. Situat a la confluència del torrent de la Llàntia amb els d’en Trisac i de les Valls, entre el barri de Cirera i el de Cerdanyola, l'any 2019 tenia 4.063 habitants empadronats.
El topònim “Llàntia” ja estaria documentat el 1757, tot i que el naixement del barri de la Llàntia té l'origen en la dècada de 1950, quan en les antigues terres de la masia de Ca l'Isidre, es construí en diverses parcel·les i aparegueren urbanitzacions com Santa Catalina, Vila, Benet o La Floresta, que acolliren l'onada migratòria dels seixanta tot i que eren zones que no disposaven de serveis bàsics com l'aigua o la llum. La precarietat va donar lloc a l'organització veïnal a través de l'anomenada Asociación de Cabezas de Familia San Juan Bosco de Mataró, origen de la posterior Associació Veïnal La Llàntia, impulsada en gran part pel salesià Jose Maria Echarri. S'aconseguí que les vivendes disposessin dels subministraments bàsics, i l'any 1968 les diverses urbainitzacions existents van ser reconegudes en conjunt com a barri amb el nom de la Llàntia. El barri és seu de diverses associacions i entitats esportives, com el club de futbol AD La Llàntia.